# Night's Daughter
Night's Daughter (letteralmente "Figlia della notte") è un romanzo scritto da Marion Zimmer Bradley e pubblicato nel 1985.
Il libro è un adattamento in forma di romanzo science fantasy del singspiel del 1791 Il flauto magico, scritto da Emanuel Schikaneder e musicato da Wolfgang Amadeus Mozart.
Il libro è ambientato nel mitico regno di Atlas-Alamesios (luogo che, secondo il Ciclo di Avalon della stessa autrice, va identificato con la leggendaria isola di Atlantide).

## Trama
Il regno di Atlas-Alamesios, popolato da umani e creature ibride note come halfling, è dominato da entità di ispirazione neopagana. Dopo molti secoli di conflitti, nel tentativo di portare a una nuova era di pace, viene organizzato un matrimonio tra la Regina della Notte e Sarastro, sacerdote del Sole figlio del re di Atlas-Alamesios. Dall'unione nasce una bambina, Pamina, ma, in seguito a dei dissapori tra i due sposi, la Regina della Notte fugge portando via con sé la figlia. Anni dopo, Sarastro riesce a sottrarre Pamina ormai adolescente dalle grinfie della madre. Per questo, la Regina della Notte inganna un giovane principe in viaggio, Tamino, ritraendo il vecchio compagno come un uomo malvagio e promettendo al ragazzo la mano della figlia nel caso egli riuscisse a salvarla. Accompagnato dal codardo halfling Papageno e con l'aiuto di un flauto magico, donatogli dalla Regina, che ha il potere di controllare gli ibridi, il principe raggiunge il palazzo di Sarastro. Dopo aver salvato la ragazza dal malvagio Monostatos, però, al gruppo vengono rivelate le reali intenzioni benevole del sacerdote e viene proposta la possibilità di intraprendere le quattro prove (basate sui quattro elementi classici) che dovranno condurli verso l'Illuminazione. Il trio accetta e inizia le prove. Mentre il principe riesce ad avere successo durante la Prova della Terra, Papageno fallisce ma, nonostante ciò, i sacerdoti gli permettono comunque di prendere come compagna Papagena, halfling serva di Pamina. Tamino e Pamina in seguito affrontano insieme le Prove dell'Aria, dell'Acqua e del Fuoco, che li metteranno a dura prova sia fisicamente che spiritualmente. Alla fine però i due innamorati riescono a superare l'iniziazione e a sconfiggere una volta per tutte la Regina della Notte, Monostatos e le Tre Dame al servizio della malvagia sovrana. Tamino e Pamina raggiungono così l'Illuminazione e diventano gli eredi del Regno di Atlas-Alamesios.

## Personaggi
- Tamino: Figlio dell'Imperatore dell'Occidente. Intraprende un lungo viaggio per affrontare le prove del percorso verso l'Illuminazione. Un viaggio che lo cambierà in una maniera che lui non si aspettava affatto.
- Pamina: Figlia della Regina della Notte e di Sarastro. Cresciuta dalla madre, viene poi rapita dal padre nel tentativo di salvarla dall'influenza della Regina ed indirizzarla verso l'Illuminazione.
- Papageno: Halfling in parte uomo e in parte uccello. Inizialmente al servizio della Regina della Notte, viene scelto come scorta per Tamino e lo accompagna nella sua avventura.
- Regina della Notte: Anche nota come Regina delle Stelle. Sacerdotessa della Notte e madre di Pamina. È la principale antagonista della storia.
- Sarastro: Sacerdote del Sole e sovrano di Atlas-Alamesios. Come nei due adattamenti cinematografici del Flauto Magico e a differenza dell'opera originale, l'uomo è presentato come il padre di Pamina.
- Disa, Zeshi e Kamala: Le Tre Dame. In questo romanzo sono le figlie che la Regina della Notte ha avuto dal Grande Serpente (e in quanto tali sono anche le sorellastre di Pamina).
- Monostatos: Halfling, anche lui figlio del Grande Serpente, che lo ha generato assieme a una donna sconosciuta. È un essere avido, arrogante e traditore ma dotato di poteri magici.
- Papagena: Halfling metà uccello, come Papageno. Assunta al servizio di Pamina durante l'infanzia della principessa, viene portata assieme alla padrona al Palazzo di Sarastro, dove si imbatterà nell'amore della sua vita.